# Euphranta belalongensis
Euphranta belalongensis är en tvåvingeart som beskrevs av Chua 2000. Euphranta belalongensis ingår i släktet Euphranta och familjen borrflugor.
Artens utbredningsområde är Brunei. Inga underarter finns listade i Catalogue of Life.